# Белла, Иван
Иван Белла (словац. Ivan Bella; род. 21 мая 1964) — первый словацкий космонавт, совершивший в феврале 1999 года космический полёт продолжительностью 7 суток 21 час 56 минут.

## Биография
Иван Белла родился 21 мая 1964 года в деревне Долна Легота, в районе города Брезно, Чехословакия (сейчас Словакия). После окончания средней школы в 1979 году Белла до 1983 года учился в военной гимназии в Банска-Бистрица. Затем поступил в Военную лётную академию (словац. Vysoká vojenská letecká škola SNP v Košiciach, после 1993 года переименована в Академию имени генерала Милана Растислава Штефаника, словац. Vojenská letecká akadémia gen. M. R. Štefánika) в Кошице, которую закончил в 1987 году.
С 1987 по 1993 годы Иван Белла служил пилотом, а затем старшим лётчиком в истребительно-фронтовой авиации ВВС Чехословацкой народной армии. Затем до 1998 года — штурманом 33-й эскадрильи истребительно-бомбардировочной авиации ВВС Словакии на базе в Малацки, где летал на истребителях МиГ-21 и Су-17.

### Подготовка к полёту
6 февраля Белла в составе группы из четырёх лётчиков ВВС Словакии прибыли в Российский государственный научно-исследовательский испытательный Центр подготовки космонавтов имени Ю. А. Гагарина (РГНИИ ЦПК) для медицинского обследования по программе «Штефаник», для подготовки к совместному российско-словацкому космическому полёту. И 24 февраля 1998 года Белла в составе группы из трёх человек был отобран российскими врачами, а 2 марта — официально выбран со словацкой стороны.
23 марта 1998 года Иван прибыл на подготовку в Центр подготовки космонавтов (ЦПК) им. Ю. А. Гагарина, где с 25 марта по август проходил общекосмическую подготовку (ОКП) в составе группы «СЛ».
3 августа словацкая сторона официально объявила о назначении Ивана Беллы в основной экипаж корабля «Союз ТМ-29». 15 августа составы экипажей были утверждены Госкомиссией, и с 27 августа по 2 февраля 1999 года Белла проходил непосредственную подготовку к полёту в составе экипажа из командира Виктора Афанасьева и бортинженер Жан-Пьера Эньере.

Союз ТМ-29

### Первый полёт
20 февраля 1999 года на космическом корабле (КК) «Союз ТМ-29» отправился в свой первый полёт, став тем самым первым словацким космонавтом (а Словакия — 29-й страной, отправившей своего гражданина в космос). 22 февраля «Союз ТМ-29» состыковался с орбитальной станцией «Мир», на которой работал экипаж ЭО-26 Геннадий Падалка и Сергей Авдеев.
После того, как были проведены запланированные эксперименты (в частности эксперимент «Эндотест» для Института медико-биологических проблем Российской академии наук и ИЭЭ Словацкой академии наук, целью которого являлось определение нейро-эндокринных и других физических функций космонавта при различных видах нагрузки с целью выяснения стрессогенного действия микрогравитации на организм человека) и произошла замены экипажа на станции, Белла и Падалка вернулись на Землю 28 февраля на корабле «Союз ТМ-28». Продолжительность полёта Ивана Белла составила 7 суток 21 час и 56 минут.

## Дальнейшая служба
По возвращении Белла получил звание подполковника ВВС Словакии, а 21 июня 1999 года был награждён Орденом Мужества.
В августе 2001 года именем Ивана Белла был назван астероид (22901) Иванбелла.
В 2003 году Иван Белла получил звание полковника и в 2004 году был назначен военным атташе при Посольстве Словакии в России. По должности Белла занимается проблемами международного сотрудничества в области вооружений и разоружения. Является членом комиссии по проблемам исследования и использования космоса.

## Семья
Белла женат и имеет двух детей от первого брака.

## Награды
- Орден Людовита Штура 1 степени (Словакия, 31 августа 1999 года)[7]
- Орден Мужества (Россия, 17 июня 1999 года) — за мужество и самоотверженность, проявленные при осуществлении полета на космическом транспортном корабле «Союз-ТМ» и орбитальном научно-исследовательском комплексе «Мир», и большой вклад в развитие российско-словацкого сотрудничества в области исследований космического пространства[8][9]
- Медаль «За заслуги в освоении космоса» (Россия, 12 апреля 2011 года) — за большой вклад в развитие международного сотрудничества в области пилотируемой космонавтики[10]